# Макреди, Джордж
Джордж Пибоди Макреди-младший (англ. George Peabody Macready, Jr.; 29 августа 1899 года — 2 июля 1973 года) — американский актёр театра, кино и телевидения, более всего известный своими ролями лощёных злодеев в фильмах 1940-50-х годов.
Один из тех характерных актёров, который лучше других умел передать ощущение угрозы, Макреди за время своей карьеры, охватившей четыре десятилетия, сыграл более чем в 60 художественных фильмах, 100 театральных постановках и 250 эпизодах телесериалов. Свои наиболее значимые роли в кино Макреди исполнил в фильмах нуар «Меня зовут Джулия Росс» (1945), «Гильда» (1946), «Большие часы» (1948), «Стучись в любую дверь» (1949) и «Детективная история» (1951), а также антивоенной драме Стенли Кубрика «Тропы славы» (1957).

## Ранние годы жизни
Джордж Макреди родился в Провиденсе, штат Род-Айленд в семье управляющего обувной фабрикой. По его собственным словам, он был потомком знаменитого актёра шекспировского театра Уильяма Чарльза Макриди. Получив образование в Провиденсе, Макреди поступил там же в Университет Брауна, где предпринял первую попытку удовлетворить свой давний интерес к актёрской игре, однако не прошёл прослушивание .
Во время учёбы в Университете в 1919 году Макреди попал в автомобильную аварию, в результате которой у него на всю жизнь остался шрам на правой щеке. Этот шрам наряду с орлиными чертами лица, высоколобой идеальной дикцией, низким голосом и надменной манерой говорить в нос, быстро обретающей оттенок готической угрозы, сделали его идеальным характерным актёром для ролей волевых, авторитарных личностей и ролей культурных негодяев.
Окончив Университет в 1921 году, Макреди отказался от работы на фабрике отца и направился в Нью-Йорк испытать счастья на Бродвее. Но он не добился успеха и в театрах Нью-Йорка, и в итоге устроился на работу в отдел транспорта газеты «New York Daily News». В свободное время Макреди брал уроки пения и игры на фортепиано, и в этот период познакомился с человеком, близким к нью-йоркскому театру-школе American Laboratory Theatre, который был основан опытными актёрами Ричардом Болеславским и Марией Успенской .

## Театральная карьера: 1925—1939 годы
В 1925 году Макреди дебютировал в American Laboratory Theatre в роли герцога в «Двенадцатой ночи», проработав в этом театре в течение трёх лет. Он ушёл из театра, когда получил приглашение сыграть на Бродвее в «Макбете» в постановке Гордона Крэга, и в течение года он играл в этом спектакле, в том числе, и на гастролях. Затем последовали работы в различных бродвейских театрах, в частности, в течение трёх лет он играл в театре известной актрисы и театрального продюсера Кэтрин Корнелл, где на протяжении последующих трёх лет он исполнил бесчисленное количество ролей, играя всё — от бродвейских мюзиклов до Шекспира и Ибсена.
Вплоть до 1939 года Макреди сыграл на Бродвее в 16 постановках — как в драмах, так и в комедиях — среди них спектакли по произведениям Уильяма Шекспира «Много шума из ничего» (1927, постановка Болеславского), «Макбет» (1928-29, постановка Крэга), «Лукреция» (1932-33, театр Корнелл) «Ромео и Джульетта» (1934-35, театр Корнелл) и «Королева Виктория» (1935—1937).

## Карьера в кино: 1942—1971 годы

### Работы в фильмах 1940-х годов
В начале 1940-х годов на высокого представительного актёра обратил внимание Голливуд, и Макреди дебютировал на экране в 1942 году, сыграв небольшую роль школьного учителя в военной драме «Коммандос наносят удар на рассвете» студии «Коламбиа», которую поставил Джон Фэрроу, а главную роль сыграл Пол Муни. Подписав со студией долгосрочный контракт, Макреди быстро стал востребованным актёром. Играя в 1940-е годы в среднем в шести фильмах в год, он появлялся не только в драмах и триллерах, но и в исторических картинах и даже нескольких вестернах. В 1944 году он сыграл в военной драме «История доктора Васселла» (1944) с Гэри Купером в главной роли реального врача, который спас группу раненых моряков на тихоокеанских островах во время Второй мировой войны, а также в военной драме «Седьмой крест» (1944), на этот раз о побеге группы заключённых из нацистского лагеря, которая отличалась первоклассным актёрским составом, включавшем Спенсера Трейси, Хьюма Кронина, Джессику Тэнди и Агнес Мурхед. В 1945 году Макреди исполнил роль Альфреда де Мюссе в биографической картине о композиторе Фредерике Шопене «Песня на память» (1945) , а также полковника Семёнова в военной драме о борьбе Советской армии с нацистами «Контратака» (1945).
В мистическом триллере «Я люблю тайну» (1945) Макреди исполнил роль миллионера, получающего анонимные угрозы от неизвестной секты. Его партнёршей по фильму стала Нина Фох, вместе с которой он в том же году снялся в великолепном готическом нуаре Джозефа Х. Льюиса «Меня зовут Джулия Росс» (1945). Макреди исполнил роль психопатического британского аристократа, который в припадке бешенства убил свою жену, и чтобы скрыть преступление, решил подменить её нанятой обманным путём женщиной (Фох), которую также собирается убить, выдав её смерть за самоубийство. В этой картине актёру удалось создать «пугающий образ человека, который не способен сдержать своё смертельное безумие», получив «поток хороших отзывов» от критиков .
Одной из самых интересных и сложных его работ была роль в фильме «Гильда» (1946), где он сыграл преступного, сексуально неоднозначного владельца казино и теневого магната Баллина Мандсона, который испытывал страсть и к Рите Хейворт, и к Гленну Форду. Эта роль таинственного богача в элегантном смокинге, с серебристыми волосами, стала одной из самых выдающихся в карьере Макреди. Как написала киновед Карен Хэннсберри, «Мандсон стал самым незабываемым нуаровым персонажем в галерее актёрских работ Макреди — это мощный, смертельно опасный и властный человек, которого отличали непреклонная воля и его постоянный спутник — трость с убирающимся лезвием». Игра Макреди принесла ему восторженные отзывы, и критикам буквально не хватало эпитетов для выражения восхищения его игрой. Эдвин Шаллерт из «Los Angeles Times» назвал её «первоклассной работой», Рут Уотербери из «Los Angeles Examiner» оценила её как «превосходную», а Талия Белл в «Motion Picture Daily» отметила, что он «привносит в роль всю силу своего природного таланта и многолетнего опыта». Но наилучший отзыв дал критик «Hollywood Review», написавший, что «Джордж Макреди господствует в каждой своей сцене, не важно, с кем он её играет. Он восхитителен в роли человека-загадки».
На протяжении оставшейся части десятилетия Макреди продолжал много работать, сыграв злодеев в таких фильмах, как приключенческий экшн «Фехтовальщик» (1948) с Ларри Парксом, приключенческая мелодрама по роману Роберта Льюиса Стивенсона «Чёрная стрела» (1948) и вестерн «Коронер Крик» (1948), с участием Рэндольфа Скотта.
Он также сыграл значимые роли второго плана ещё в двух фильмах нуар — «Большие часы» (1948) и «Стучи в любую дверь» (1949). В нуаровом триллере «Большие часы» (1948) Макреди сыграл роль беспринципного, но лояльного своему боссу генерального директора газетной империи, от «вежливой, элитарной вкрадчивости которого мурашки бегут по коже». В этой картине Макреди создал идеальный баланс между верным подчинённым и сардоническим наблюдателем. За свою роль в этом триллере Макреди получил высокую оценку критиков, которые называли его игру «холёной, лощёной, блестящей и первоклассной» . В 1949 году Макреди был партнёром Хамфри Богарта, в социальной драме Николаса Рэя «Стучись в любую дверь». Макреди сыграл окружного прокурора — «порочного, презренного джентльмена» — который обвиняет «молодого красавчика-хулигана» в убийстве полицейского. Несмотря на страстную защиту адвоката (его играет Богарт), прокурор не менее страстен. Он не гнушается запугиванием свидетеля, а в ключевой сцене перекрёстного допроса обвиняемого, его неистовые, безжалостные слова заставляют того сознаться в преступлении. Хотя взгляды критиков на фильм разошлись, все были солидарны в оценке игры Макреди. В типичном отзыве Франк Эрг в «Los Angeles Daily News» написал, что «Макреди мастерски жестоко сыграл фактического злодея» .
Несмотря на то, что Макреди обычно играл плохих парней, однако он сыграл и несколько ролей, которые показывали его в хорошем свете, включая роль редактора газеты, который борется за отмену осуждения убийц на смертную казнь на основе косвенных улик в социальной драме «Человек, который осмелился» (1946) и священника в драме «По имени Ник Бил» (1949) .

### Работы в фильмах 1950-х годов
С началом нового десятилетия Макреди продолжал много работать — в 1950 году он сыграл в пяти фильмах, среди них «Невадец» (1950), быстрый вестерн с Рэндольфом Скоттом и Дороти Мэлоун, «Ястреб пустыни», экзотический приключенческий фильм о Шехерезаде (Ивонн де Карло), где он сыграл жестокого деспота .
В своём очередном фильме нуар — «Леди без паспорта» (1950) — Макреди сыграл Палинова, руководителя расположенной в Гаване тайной сети по переброске нелегальных эмигрантов из Кубы в США. Фильм был неудачным в коммерческом плане и считается самым слабым среди нуаров Макреди. Многие обозреватели справедливо критиковали как фильм, так и игру актёра, в частности, в «Нью-Йорк таймс» её назвали «невпечатляющей», а Лоуэлл Е. Редлингс из «Hollywood Citizen-News» написал: «Фильм не очень хорош подбором актёров, их игрой, постановкой и сценарием. Главный его недостаток — недостоверный сценарий, а происходящее на экране не ново и не интересно». Более высокую оценку дал критик «Los Angeles Times», заключивший, что в фильме достаточно возбуждающих моментов, и высоко оценил игру Макреди как показывающую «всё, чего можно было бы пожелать от образа зловещего иностранца» 
Вечный негодяй, Макреди затем сыграл контрабандиста оружием в приключенческой истории «Тарзан в опасности» (1951), который был одним из лучших в серии фильмов про Тарзана. За этим последовало изображение генерала Фрица Байерлайна в отличном военном фильме Генри Хэтэуэя «Лис пустыни» (1951) с Джеймсом Мейсоном в главной роли генерала Роммеля.
В «Детективной истории» (1951) Уильяма Уайлера Макреди досталась роль практикующего нелегальные аборты, аморального нью-йоркского врача, дело против которого практически разваливается, после того, как полицейский детектив (Кирк Дуглас) избивает его в полицейской машине. Наряду с другими основными актёрами, Макреди удостоился массы похвал за свою игру в этом фильме . В 1952 году Макреди вновь сыграл вместе с Гленном Фордом в послевоенном приключенческом нуаре «Зелёная перчатка», исполнив роль преступного владельца сети художественных галерей, графа Пола Роны, который ведёт во Франции смертельную охоту за бесценной реликвией. В 1953 году Макреди также исполнил роль Марулла в кинофильме Джозефа Манкевича по трагедии Шекспира «Юлий Цезарь», хитовой исторической эпической драме со звёздным составом исполнителей, включавшем Марлона Брандо, Джона Гилгуда, Луиса Кэлхерна, Дебору Керр и других.
В классическом вестерне Роберта Олдрича «Вера Круз» (1954) с Гэри Купером и Бертом Ланкастером Макреди сыграл роль императора Мексики Максимилиана I. Ещё одним памятным фильмом стал цветной нуаровый триллер «Поцелуй перед смертью» (1956), в котором Макреди сыграл богатого бизнесмена и отца двух сестёр-близняшек, одну из которых убивает психопатический жених-убийца в исполнении Роберта Вагнера. Многие поклонники кино считают, что лучшей работой Макреди в кино стала роль французского генерала Поля Миро в классической драме Стэнли Кубрика о Первой мировой войне «Тропы славы» (1957). Бездарный в военном плане, но амбициозный и беспринципный Миро в его исполнении ставит перед своими подчиненными невыполнимую задачу, а когда им не удаётся с ней справиться, отдаёт приказ артиллерии открыть огонь по собственным солдатам, жертвуя ими ради укрепления собственной репутации. Это был второй фильм, в котором Макреди сыграл в паре с Кирком Дугласом, исполнившим главную роль.

### Работы в фильмах 1960-70-х годов
В третий раз Макреди работал с Дугласом в политическом триллере «Семь дней в мае» (1964), рассказывающем о попытке отстранения президента США от власти группой высокопоставленных военных, не довольных его внешней политикой. В том же году Макреди сыграл небольшую роль в криминальном триллере «Двойник» с Бетт Дейвис в главной роли. Хотя Макреди был и отличным комиком, сыграв в театре множество комедийных ролей, но в кино он сыграл лишь одну комедийную роль . Макреди играл также в комедиях, одной из его лучших работ в этом жанре стала небольшая, но памятная роль генерала Кюстера в пародийно-фарсовой приключенческой комедии «Большие гонки» (1965) (на тему реальной автогонки Нью-Йорк-Париж 1908 года). Одной из последних заметных ролей Макреди в большом кино стала роль госсекретаря США Корделла Халла в фильме «Тора! Тора! Тора!» (1970), посвящённом событиям, непосредственно предшествовавшим нападению японских войск на Пёрл-Харбор и началу боевых действий между Японией и США во время Второй мировой войны.
Два последних фильма Макреди «Граф Йорга, вампир» (1970) и «Возвращение графа Йорги» (1971) были спродюсированы его сыном Майклом. Первый из них, где Макреди был закадровым рассказчиком, неожиданно стал культовым хитом. Во втором фильме Макреди сыграл камео роль профессора. К тому моменту он уже был тяжело больным, и съёмки были перенесены в сад его дома.

## Актёрское амплуа и оценка творчества
Как писал историк кино Эндрю Спайсер, «благодаря чётко поставленному голосу и аристократическим манерам Макреди отлично подошёл на роль учтивого злодея и зловещего рокового мужчины, примером чего служит готический нуар „Меня зовут Джулия Росс“ (1945), или на роль коварного и циничного верного помощника бизнес-магната в фильме нуар „Большие часы“ (1948)». Однако свою самую известную роль он сыграл в «Гильде» (1946), представ в образе «изысканного, бисексуального садиста, который признаёт, что оживает только тогда, когда испытывает чувство ненависти».
Его непременный холодный внешний лоск, наряду со шрамом, который искажал его правую щёку, идеально служил для ролей мрачных личностей, в которых он был превосходен, в частности, он внёс памятный вклад в шесть фильмов нуар «Меня зовут Джулия Росс» (1945), «Гильда» (1946), «Большие часы» (1948), «Стучись в любую дверь» (1949), «Женщина без паспорта» (1950) и «Детективная история» (1951) . Как отмечает Карен Барроуз Хэннсбери, «хотя карьера Макреди состояла главным образом из персонажей, который были в лучшем случае обманщиками, а в худшем маниакальными убийцами, он смог внести особую искру в каждую роль». В своих лучших фильмах он продемонстрировал заслуживающее внимание мастерство создания многогранных персонажей, которые оставались в памяти надолго после их окончания.

## Работа на телевидении: 1951—1969 годы
Начиная с 1951 года, Макреди стал сниматься на телевидении, сыграв более чем в 200 фильмах, эпизодах сериалов и телепрограммах, вновь зачастую исполняя отрицательных персонажей. В частности, он снимался в таких популярных телесериалах, как «Перри Мейсон» (1958), «Сумеречная зона» (1959-64), «За гранью возможного» (1963-65) и «Альфред Хичкок представляет» (1955-62), а также в многочисленных сериалах-вестернах. В 1965-68 годах Макреди в течение трех лет играл в популярном телесериале «Пейтон плейс», первой мыльной опере на американском телевидении, которая шла в прайм-тайм по основному каналу, где Макреди сыграл городского патриарха Мартина Пейтона в 166 эпизодах этого телесериала.

## Личная жизнь
Макреди был ценителем и коллекционером произведений искусства. В 1943 году вместе со своим другом Винсентом Прайсом он открыл в Лос-Анджелесе художественную галерею, которая называлась Маленькая галерея. Однако год спустя её пришлось закрыть, так как, по словам Макреди, она «превратилась главным образом в место, где художники собирались потрепаться за кофе, но никто не покупал картин» .
У Макреди было трое детей — сын Майкл Макреди (1932), ставший актёром и продюсером, и две дочери — Марсиа (1934) и Элизабет (1938). Его внук Джон Макреди (1975) стал известным спортсменом, членом Олимпийской сборной США по гимнастике, а другой внук Оливер Макреди (1972) стал актёром.
Джордж Макреди умер 2 июля 1973 года в Лос-Анджелесе от эмфиземы в возрасте 73 лет. Он завещал передать своё тело после смерти медицинской школе Калифорнийского университета в Лос-Анджелесе.

## Фильмография

### Работы в кино
- 1942 — Коммандос атакуют на рассвете / Commandos Strike at Dawn
- 1944 — Седьмой крест / The Seventh Cross
- 1944 — История доктора Васселла / The Story of Dr. Wassell
- 1944 — Уилсон / Wilson
- 1944 — Конспираторы / The Conspirators
- 1944 — Следуя за парнями / Follow the Boys
- 1944 — Душа монстра / The Soul of a Monster
- 1944 — Пропавший присяжный / The Missing Juror
- 1945 — Контратака / Counter-Attack
- 1945 — Памятная песня / A Song to Remember
- 1945 — Я люблю тайну / I Love a Mystery
- 1945 — Меня зовут Джулия Росс / My Name Is Julia Ross
- 1945 — Чудовище и обезьяна / The Monster and the Ape
- 1945 — Дон Хуан Киллиган / Don Juan Quilligan
- 1946 — Гильда / Gilda
- 1946 — Разбойник и королева / The Bandit of Sherwood Forest
- 1946 — Возвращение Монте-Кристо / The Return of Monte Cristo
- 1946 — Человек, который осмелился / The Man Who Dared
- 1946 — Стены стали рушиться / The Walls Came Tumbling Down
- 1946 — Боевой гвардеец / The Fighting Guardsman
- 1946 — С небес на землю / Down to Earth
- 1948 — Большие часы / The Big Clock
- 1948 — Помимо славы / Beyond Glory
- 1948 — Фехтовальщик / The Swordsman
- 1948 — Коронер Крик / Coroner Creek
- 1949 — По имени Ник Бил / Alias Nick Beal
- 1949 — Джонни Аллегро / Johnny Allegro
- 1949 — Дулины из Оклахомы / The Doolins of Oklahoma
- 1949 — Стучись в любую дверь / Knock on Any Door
- 1950 — Леди без паспорта / A Lady Without Passport
- 1950 — Невадец / The Nevadan
- 1950 — Ястреб пустыни / The Desert Hawk
- 1950 — Разбойник и королева / Rogues of Sherwood Forest
- 1950 — Судьба капитана Блада / Fortunes of Captain Blood
- 1951 — Детективная история / Detective Story
- 1951 — Лис пустыни: История Роммеля / The Desert Fox: The Story of Rommel
- 1951 — Золотая орда / The Golden Horde
- 1951 — Тарзан в опасности / Tarzan’s Peril
- 1952 — Зелёная перчатка / The Green Glove
- 1953 — Юлий Цезарь / Julius Caesar
- 1953 — Незнакомец с оружием / The Stranger Wore a Gun
- 1953 — Золотой клинок / The Golden Blade
- 1953 — Сокровище Золотого кондора / Treasure of the Golden Condor
- 1954 — Вера Круз / Vera Cruz
- 1954 — Даффи из Сан-Квенина / Duffy of San Quentin
- 1956 — Поцелуй перед смертью / A Kiss Before Dying
- 1956 — Гром над Аризоной / Thunder Over Arizona
- 1957 — Тропы славы / Paths of Glory
- 1957 — Перестрелка в Индейском ущелье / Gunfire at Indian Gap
- 1957 — Похитители / The Abductors
- 1959 — Люди-аллигаторы / The Alligator People
- 1959 — Самолёт над Атлантикой / Jet Over the Atlantic
- 1959 — Расхитители расписанных квартир / Plunderers of Painted Flats
- 1962 — Две недели в другом городе / Two Weeks in Another Town
- 1962 — Тарас Бульба / Taras Bulba
- 1964 — Семь дней в мае / Seven Days in May
- 1964 — Двойник / Dead Ringer
- 1964 — Куда ушла любовь / Where Love Has Gone
- 1965 — Большие гонки / The Great Race
- 1965 — Человеческие дубликаты / The Human Duplicators
- 1970 — Тора! Тора! Тора! / Tora! Tora! Tora!
- 1970 — Граф Йорга, вампир / Count Yorga, Vampire
- 1971 — Возвращение Графа Йорги / The Return of Count Yorga